# Didymodon gaochienii
Didymodon gaochienii är en bladmossart som beskrevs av Benito C. Tan och Jia Yu 1997. Didymodon gaochienii ingår i släktet lansmossor, och familjen Pottiaceae. Inga underarter finns listade i Catalogue of Life.